# Opornik (broń)
Opornik to element konstrukcji działa, zamieniający 80% energii kinetycznej odrzutu broni na ciepło. 
Razem z powrotnikiem i regulatorem powrotu tworzy oporopowrotnik. Mocowany jest między kołyską i nasadą zamkową. W starszych konstrukcjach bywał mocowany między górnym i dolnym łożem.
Opornik zbudowany jest w formie cylindra z olejem, wewnątrz którego umieszczony jest tłok z tłoczyskiem.
Ruch tłoka tłumiony jest przez olej, który musi być przetłoczony z przestrzeni nad tłokiem pod tłok, a w ruchu powrotnym odwrotnie. Przepływa przez otwory tracąc energię. Siła hamowania jest proporcjonalna do kwadratu prędkości odrzutu i odwrotnie proporcjonalna do kwadratu powierzchni otworów. Aby tłumić uderzenia przy końcach ruchu, ogranicza się przepływ oleju wrzecionem o zmiennej średnicy poruszającym się w otworze.